# Target
Target (укр. Таргет) — американська компанія, яка керує мережею магазинів роздрібної торгівлі, які працюють під марками Target і SuperTarget. Є шостим найбільшим ретейлером у США після Wal-mart, Home Depot, Kroger, Sears і Costco (другим дискаунтером після Wal-Mart) і займає 106-е місце в списку найбільших компаній 2001 року Fortune 500. Мережа магазинів також є третім найбільшим продавцем музики в США. Штаб-квартира знаходиться в місті Міннепаполіс (штат Міннесота, США).  

## Історія
Заснована в Міннеаполісі в 1902 році Джорджем Дейтоном. Компанія почала з торгівлі галантерейними товарами під назвою Dayton Dry Goods, у 1911 році перейменувалась на Dayton. У 1950-х роках компанія заполонила Портланд, тим самим перекрила діючу на той час мережу магазинів Lipmans. 
Тільки в 1962 році в Міннесоті був відкритий перший магазин-дискаунтер під маркою Target. Поступово цей бізнес став приносити найбільший дохід і в 2000 році Dayton Hudson Corporation змінила свою назву на Target Corporation.  
У 2001 році проводила активну кампанію з підвищення захисту банківських карток. Target почала емісію чипованих карток, більш стійких до копіювання, ніж традиційні картки з магнітною смужкою, і встановила 37 тисяч терміналів з їхньою підтримкою. За три роки було випущено 9 мільйонів чипованих карток VISA, після чого експеримент був припинений.

## Діяльність
Магазини компанії працюють у США (станом на травень 2010 року — у всіх штатах, крім Вермонта). В Австралії існуючі під маркою Target магазини належать сторонній компанії Wesfarmers, яка працює по ліцензії. У січні 2011 року компанія анонсувала вихід на канадський ринок, де до 2014 року планувала відкрити не менше 100 магазинів. Типовий магазин мережі-дискаунтер площею 12 тис. м2, які спеціалізується на торгівлі предматами інтер'єру, ювелірними виробами, медіа-носіями, товарами для дітей та іншими промтоварами (з продуктів харчування в продажу зазвичай бувають бакалійні товари з довгим терміном зберігання).

## Спонсорська діяльність
За підтримки компанії виставляє свої машини в декілької північноамериканських автогоночних серіях команда Chip Ganassi Racing.
Компанія володіє правами на власність спортивної арени Target Center і бейсбольного стадіону Target Fields в Міннеаполісі, Міннесота.

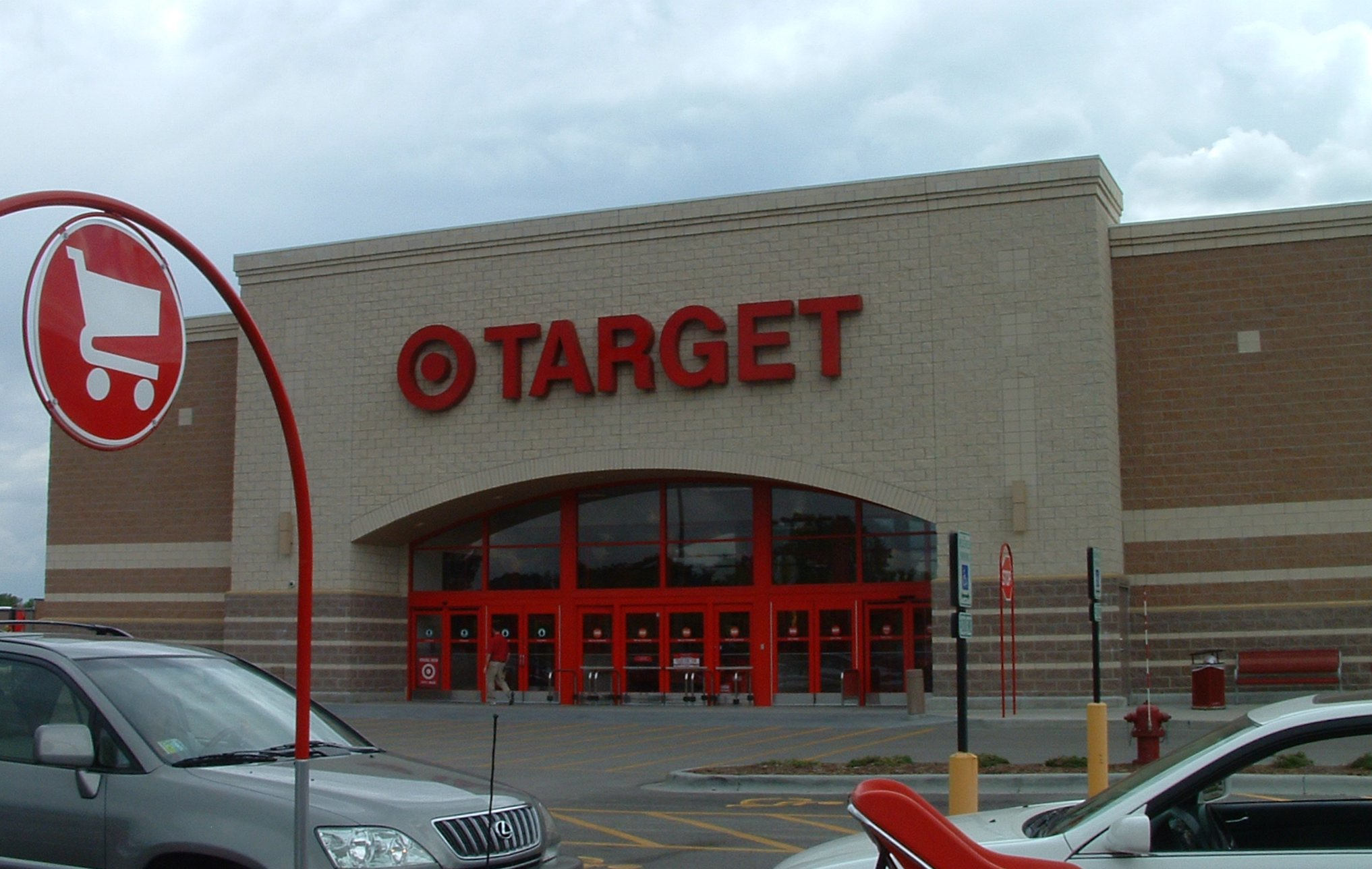
Illinois, Target store

## Склади
- Склад компанії Target у місті Саванна (округ Чатем, штат Джоджія) містить корисного об'єму 7,43 млн м3, займає другу позицію у списку найбільших будівель і споруд у світі (за корисним об'ємом).
- Склад компанії Target у місті Лейсі (округ Терстон, штат Вашингтон)має площу на землі 159 000 м3, займає дев'яту позицію у списку найбільших будівель і споруд у світі (за площею, зайнятою на землі).